# Yumten
Yumten ou Ngadak Yumten (tibétain : མངའ་བདག་ཡུམ་བརྟན་, Wylie : mang' bdag yum-brtan, THL : Ngadak Yumten), parfois écrit Yumtän (chinois : 云丹 ; pinyin : yúndān) est un des fils de Langdarma, dernier empereur de l'Empire du Tibet, assassiné par un ermite bouddhiste en 842.
À la mort de son père, Yumten engage une guerre de succession avec son frère, Ösung (tibétain : མངའ་བདག་འོད་སྲུང།, Wylie : mang' bdag vod-srung, THL : Ngadak Ösung), c'est le début de l'ère de la fragmentation. Les successeurs d'Ösung contrôlent alors le Tö et le Ngari, qui devient le royaume de Gugé, tandis que ceux de Yumten contrôlent l'Ü.
C'est le premier monarque de la lignée des rois de Lhassa (zh).
Yumten meurt à l'âge de 36 ans.